# Reggenza di Toli-Toli
La reggenza di Tolitoli (in indonesiano: Kabupaten Tolitoli) è una reggenza dell'Indonesia, situata nella provincia di Sulawesi Centrale.